# Eucheuma
Eucheuma (o gusó en el español filipino) es un grupo de macroalgas/plantas marinas rojas de la tribu Eucheumatoideae utilizadas en la producción de carragenano, un producto importante utilizado para elaborar cosméticos, alimentos, y con aplicaciones industriales, además de ser una fuente de alimentación en Indonesia y las Filipinas. Algunas de las especies más relevantes son Betaphycus gelatinae, Eucheuma denticulatum, y varias especies del género Kappaphycus incluida K. alvarezii. Desde mediados de la década de 1970, Kappaphycus y Eucheuma han sido sumamente importantes en el crecimiento de la industria del carragenano.
Aunque son de importancia comercial, las especies de eucheuma son difíciles de identificar sin recurrir a exámenes científicos, ya que especies diferentes pueden tener morfologías muy similares. Sólo el género Euchema agrupa unas 18 a 20 especies, que abarcan los grupos Cottoniformia, Eucheuma, Gelatiformia, y Anaxiferae.

## Distribución

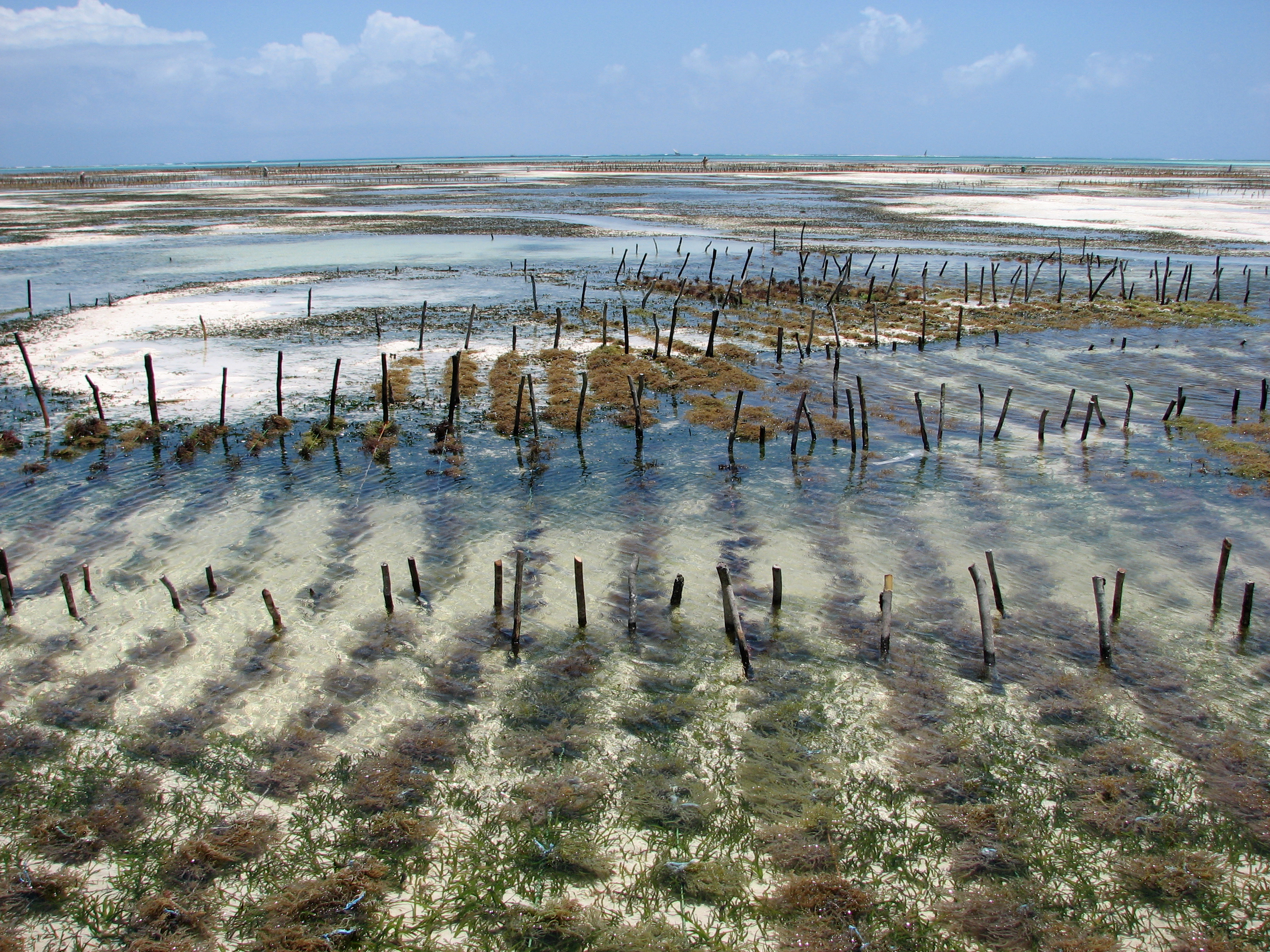
Acuiculturas de algas rojas (Eucheuma sp.), Jambiani, Zanzíbar, Tanzania

Eucheuma se encuentra naturalmente en el sector de 20 grados de latitudes Norte y Sur en torno al Ecuador en la región del Indo-Pacífico región desde el este de África hasta Guam, con una elevada concentración en la región del sureste asiático. Unas pocas especies se encuentran en torno a la isla Lord Howe y el suroeste de Australia.
Como cultivo importante desde un punto de vista económico, el cultivo de eucheuma se ha desplazado desde sus habitas originales hacia otras regiones tales como Japón, Hawái, y las naciones isleñas del Pacífico Sur.

## Hábitat y biología
La Eucheuma por lo general se encuentra por debajo de la línea de bajamar hasta la zona superior del arrecife, creciendo en zonas con suelos arenosos o rocosos próximos a arrecifes de coral, en el cual movimiento del agua es lento o moderado.
Su crecimiento es similar al de las especies de plantas terrestres, eucheuma posee un extremo de crecimiento, o meristema apical, el cual también puede dividirse para formar nuevas ramas. También poseen un ciclo vital de tres fases, consistente de un gametófito (n), carpoesporofito (2n), y el esporófito (2n). Tanto el gametófito como la etapa de esporófito más robusta son importantes para el desarrollo del macroalga, sus características permiten una regeneración vigorosa.

## Aspectos comerciales
El cultivo comercial de Eucheuma es una importante fuente de ingreso para pueblos de varias naciones en desarrollo, en los cuales la producción de la macroalga de bajo costo puede ser una fuente sustentable de ingreso con un costo ambiental reducido comparado con otras actividades de acuicultura. Debido a que eucheuma son de las especies más comunes y de crecimiento más rápido de macroalgas, sus aspectos económicos quedan en evidencia ya que es posible cultivar y cosechar grandes cantidades en periodos breves de tiempo, tienen la capacidad de aumentar su masa corporal diez veces en periodos de 45 a 60 días en entorno tropicales cálidos. Una vez cosechado, el producto es secado, empacado, y transportado a zonas para que se le extraiga el carragenano o ser usado como alimento.
Los principales productores del alga eucheuma son las Filipinas (~92% de la producción total global; estadísticas año 2005 FAO) y China (~7% de la producción total global), incluidos Tanzania y Kiribati. Puede ser que estos datos no sean exactos ya que países como Indonesia y Malasia, que son productores importantes de estas especies, no informan correctamente su producción a FAO. La producción anual promedio total de macroalgas secas, incluidos otros grupos de plantas marinas, alcanzó casi 125,000 toneladas solo en las Filipinas, en el período 2000-2004, por un valor de unos 139 millones de dólares.

## Técnicas de producción
La información sobre características morfológicas, patrón de ADN, y características productivas para diferentes tiempos de cosecha, son importantes para gestionar el cultivo de eucheuma, de forma tal que las especies con mejores características se utilicen para formar semilleros. En la actualidad la mayoría de los semilleros son endémicos de las Filipinas.
Una vez que se han conseguidas semillas de plantas salvajes, se las limpia para quitarles la suciedad y otros contaminantes, y se las transfiere a almácigos en cajas de telgopor con agujeros de ventilación en su parte superior, cuidando no queden expuestas al viento o al Sol.